# Jomsom

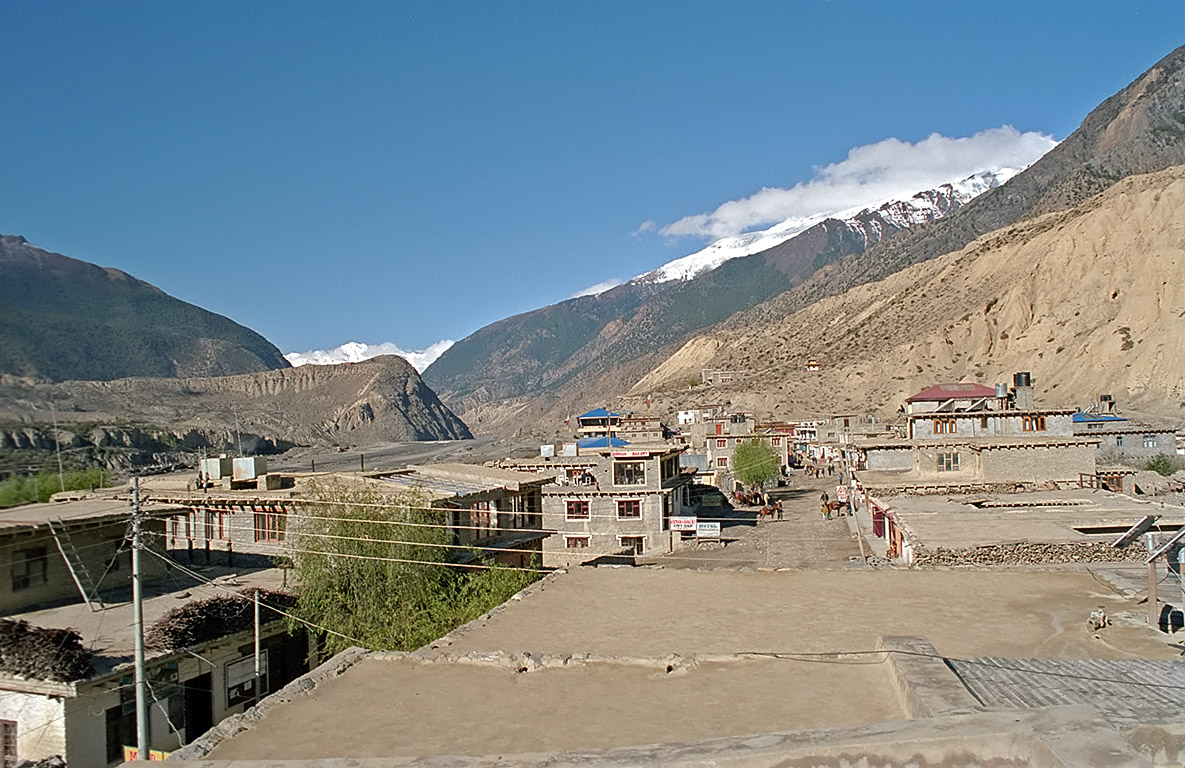
Vy över Jomsom.

Jomsom (nepali: जोमसोम, även känt som Dzongsam och New Fort) är den administrativa huvudorten för distriktet Mustang i Nepal. Folkmängden uppgick till 1 370 invånare vid folkräkningen 2011. Byn har en flygplats.